# Остапенко, Сергей Сергеевич
Серге́й Серге́евич Оста́пенко (род. 23 февраля 1986, Алма-Ата) — казахстанский футболист, нападающий. Выступал в сборной Казахстана.

## Карьера
Начинал карьеру в клубе «Цесна» (позднее переименована в «Алма-Ата»), где выступал в 2003—2006 гг. Обладатель Кубка Казахстана-2006 в составе «Алма-Аты». В сезоне 2007 года выступал на правах аренды за «Тобол», сыграв свою роль в немалых успехах клуба: «Тобол» тогда выиграл кубок страны, стал одним из победителей Кубка Интертото и серебряным призёром чемпионата, однако когда «Тобол» заикнулся о покупке футболиста, алматинцы запросили за Остапенко миллион долларов. «Тобол» пойти на такие траты не решился.
31 января 2008 вместе с Максимом Жалмагамбетовым был отдан в аренду в бельгийский «Антверпен», команду второго дивизиона страны. В основном составе бельгийского клуба Остапенко не играл, выступал за резервный состав клуба. В середине 2008 года вернулся в «Алма-Ату». В 2009 играл за «Актобе». Он был основным игроком, но получил серьёзную травму и выбыл на сезон. В 2010 году перешёл в «Локомотив» из Астаны, за который сыграл 27 матча и забил 6 голов. В 2011 году играл в талдыкорганском «Жетысу». В январе 2012 года вернулся в казахстанскую столицу, подписав контракт с уже знакомой для себя «Астаной».

## Сборная
Дебютировал 6 июня 2007 года в матче против сборной Азербайджана. Сыграл за Сборную Казахстана 42 матча и отметился 6 забитыми голами.

## Личная жизнь
Жена — Анна. Дети — Семён, Полина, Серафим и Агния.

## Достижения
- Серебряный призёр чемпионата Казахстана: 2007, 2011
- Обладатель Кубка Казахстана: 2006, 2007, 2010, 2012
- Победитель Кубка Интертото: 2007
- Финалист Кубка чемпионов Содружества: 2009

## Статистика
(откорректировано по состоянию на 27 января 2012 года)
| Сезон   | Команда            | Страна    | Лига            | Игры | Голы |
| ------- | ------------------ | --------- | --------------- | ---- | ---- |
| 2003    | Цесна              | Казахстан | Первая лига     | 16   | 9    |
| 2004    | Алма-Ата           | Казахстан | Премьер лига    | 32   | 4    |
| 2005    | Алма-Ата           | Казахстан | Премьер лига    | 26   | 7    |
| 2006    | Алма-Ата           | Казахстан | Премьер лига    | 24   | 1    |
| 2007    | Тобол              | Казахстан | Премьер лига    | 26   | 10   |
| 2007/08 | Антверпен          | Бельгия   | Второй дивизион | 0    | 0    |
| 2008    | Алма-Ата           | Казахстан | Премьер лига    | 19   | 4    |
| 2009    | Актобе             | Казахстан | Премьер лига    | 9    | 0    |
| 2010    | Локомотив (Астана) | Казахстан | Премьер лига    | 27   | 6    |
| 2011    | Жетысу             | Казахстан | Премьер лига    | 32   | 5    |
| Итого   |                    |           |                 | 211  | 46   |